# Jaszlinszky András
Jaszlinszky András (Szina, 1715. szeptember 1. – Rozsnyó, 1783. január 1.) Jézus-társasági áldozópap, rozsnyói kanonok.

## Élete
18 éves korában, 1733-ban lépett be a rendbe. A Nagyszombati Egyetemen 1736–37-ben és 1738–39-ben elvégezte a hároméves bölcsészeti kurzust; logikát, fizikát, metafizikát tanult. Mestere a nagyhírű fizikus, Kéri Borgia Ferenc volt. Ezután Szakolcán, majd Egerben tanított, majd visszakerült a 
nagyszombati egyetemre a négyéves teológiai kar elvégzésére. Az egyetem elvégzése után egy-egy évet tanított Besztercebányán és Nagyváradon. A kis kitérő után visszakerült a nagyszombati egyetemre, ahol 1748/49-ben ahol a filozófiai fakultás etikai tanszékén tanított két évig.
A bécsi egyetemen egy évig tanított logikát és a Pazmaneum spirituálisa lett. Innen újra Nagyszombatba került, ahol logikát, fizikát és matematikát oktatott. 1757-ben a teológiai kar egyháztörténeti tanárává választották.
Nagyszombatban a bölcseletet és teológiát tanította. 1771-ben a nagyszombati egyetem rektora lett. A rend eltöröltetésekor (1773) ő volt a kollégium utolsó rektora.
Később kanonok lett Rozsnyón.

## Munkái
- Oratio de Virginis Deiparae sine macula conceptu, dum alma archi-episcopalis Soc. Jesu universitas Tirnaviensis, annuum in academica D. Ivannis Baptistae basilica immaculatae Virginis diem festive recoleret Tyrnaviae, 1744
- Artis aucupandi liber unicus. Honori ... neo-baccalaureorum ... in universitate Tyrnaviensi ... Promotore ... Ugyanott, 1753
- Institutiones Logicae et Metaphisicae. Ugyanott, 1754 (két kötet és 1755-1756 és 1761, Viennae 1756, 1764)
- Institutiones Physicae generalis et particularis. Tyrnaviae, 1756, két kötet (és 1758, 1761) Online
- Geographica Globi Terraquei synopsis ... Uo. 1761
- Tractatus Theologicus de Angelis, Beatitudine, et actibus humanis. In usum scholae conscriptus. Ugyanott, 1762 (2. kiadás, ugyanott, 1769)